# 가을에 만난 남자
《가을에 만난 남자》는 2001년 10월 17일부터 2001년 12월 20일까지 방영된 MBC 수목 미니시리즈인데 취약한 갈등구조, 남녀의 사랑타령만 늘어 놓는다는 혹평을 받아 기대 이하의 성적에 그쳤다.

## 등장 인물

### 주요 인물
- 박상원 : 한수형(35세) 역 - 미술감독, 이혼남
- 이승연 : 신은재(32세) 역 - S영화사 기획실장, 이혼녀
- 이정길 : 정윤섭(50대 중반) 역 - B그룹 회장. 은재를 좋아하는 인물.
- 유혜정 : 유소현(32세) 역 - 한수형의 전 아내

### 주변 인물
- 권해효 : 최태식(35세) 역 - 수형의 친구, 미술전공 세트시공 파트너
- 최용민 : 배상훈(41세) 역 - 수형의 선배, B창업투자사 영화사업팀장
- 이미경 : 민서원(36세) 역 - 은재의 절친한 선배, S영화사 사장
- 권민중 : 강미나(29세) 역 - 은재의 후배, 영화 기획실 직원
- 김각중 : 안 기사(50대 중반) 역 - 본명 안정식, 윤섭의 운전기사
- 이숙 : 은재의 어머니(50대 중반) 역
- 심양홍 : 한병준(65세) 역 - 수형의 아버지
- 고윤후 : 김명구(24세) 역 - 영화 기획실 직원
- 권인하 : 송우진(36세) 역 - 영화감독
- 유식 : 서경환(35세) 역 - 영화평론가, 대학교수, 은재의 전남편
- 김석옥 : 박영숙(60세) 역 - 수형의 어머니
- 미상 : 임경애(40대 중반) 역 - 윤섭의 집안일을 해주는 여자

### 그 외 인물
- 조경환
- 나문희
- 서권순
- 순동운
- 한규희
- 김홍석
- 문보연
- 권인선
- 최윤정
- 양현태
- 이채연
- 황진영
- 김희경
- 손유경
- 한미진
- 김나래
- 김민수
- 박주천
- 지중현
- 강상구
- 최지현
- 백종헌
- 박현정
- 이은주
- 양지선
- 송재윤
- 이세은
- 염현희
- 문보연
- 윤희주
- 안용근
- 이장훈
- 이현경
- 이승형
- 최은숙
- 정이란
- 홍승옥
- 김철기
- 김윤경
- 강용석
- 고정민
- 신국
- 정기성
- 김일웅
- 박형선
- 조재혁
- 김상엽
- 김용희
- 송일국
- 박주희
- 이승아
- 함신영
- 허성수
- 조명진
- 이도련
- 최범호
- 인교진
- 홍여진
- 하승리
- 김건태
- 김동욱
- 김은영
- 김현수
- 남포동
- 이지은
- 손민우
- 최재호
- 최영재
- 주우
- 이채연

## 참고 사항
- 당초 김승우, 김혜수, 정준호 등을 주요 캐스팅 라인업으로 올렸으나[2] 영화 촬영 등의 이유로 고사하자 박상원, 이승연을 간신히 캐스팅했다.